# خود
به موجودیت فردی یک شخص، خود گفته می‌شود.4460268274 ویژگی‌های اساسی یک شخص که او را از دیگر اشخاص متمایز می‌کند، «خود» او را تشکیل می‌دهد. در تعریفی دیگر، آگاهی هر فرد از موجودیتش، «خود» آن شخص را تشکیل می‌دهد. خود را می‌توان موجودیتی دانست که منبع خودآگاهی افراد است. خود، عامل اندیشه‌ها و کردارهای فرد است. خود، سرشت اصلی یک شخص است که با گذر زمان، آگاهی فردی را شکل می‌دهد و منسجم می‌کند.
زیرشاخه‌ای از فلسفه به نام «فلسفه خود»، به دنبال تشریح ویژگی‌های بنیادینی است که منحصر بفرد بودن یا فردیت یک شخص را تشکیل می‌دهد.
در فلسفه خود، خود متروک (به انگلیسی: abandoned self) اصطلاحی است که اولین بار توسط ویلیام جیمز به کار رفته‌است و اشاره دارد به الگوهای رفتاری، فکری، یا احساسی که شخص کنار گذاشته‌است.
از نظر جورج هربرت مید، خود یک ارگانیسم فعال است که تحت تأثیر فراگردهای اجتماعی شکل می‌گیرد.
در میان مسلمانان باور بر این است که نفس بر خود فرد تأثیرگذار است. وی در واقع روح و شخصیت فرد است.